# Камйонка (Ольштинський повіт)
Камйонка (пол. Kamionka, нім. Königlich Kamiontken; 1931-1945: Steinau) — село в Польщі, у гміні Біскупець Ольштинського повіту Вармінсько-Мазурського воєводства.
Населення — 119 осіб (2011).
У 1975-1998 роках село належало до Ольштинського воєводства.

## Демографія
Демографічна структура станом на 31 березня 2011 року:
|          | Загалом | Допрацездатний вік | Працездатний вік | Постпрацездатний вік |
| -------- | ------- | ------------------ | ---------------- | -------------------- |
| Чоловіки | 66      | 18                 | 45               | 3                    |
| Жінки    | 53      | 13                 | 32               | 8                    |
| Разом    | 119     | 31                 | 77               | 11                   |